# Mistrovství Evropy v plaveckých sportech 2008
Mistrovství Evropy v plaveckých sportech za rok 2008 proběhlo v Eindhovenu, Nizozemsko ve dnech 13. až 24. března 2008.
Soutěže
- Plavání
- Skoky do vody
- Umělecké plavání